# Jeira
A jeira é uma antiga medida de superfície ainda utilizada, em alguns países e regiões, para medição de terrenos agrícolas.
A jeira do Império Romano (iugerum) valia 2 acres, ou seja, o equivalente a cerca de 2520 m². Os romanos tinham também a dupla jeira (heredium), valendo 4 acres, ou seja, cerca de 5040 m². 
A jeira também foi usada como unidade de medida de área em Portugal. Em algumas regiões de Portugal e do Brasil ainda é usada para a medição de terrenos rurais, equivalendo a 0,2 hectares.